# Dolmen del Alto de la Huesera
El dolmen del Alto de la Huesera es un dolmen ubicado en el Alto de la Huesera, en el cerro del Gancho, dentro del territorio del municipio alavés de Laguardia, en el País Vasco, España. Está datado en el Calcolítico y Edad del Bronce. Está considerado como el mejor dolmen de la Rioja Alavesa. 

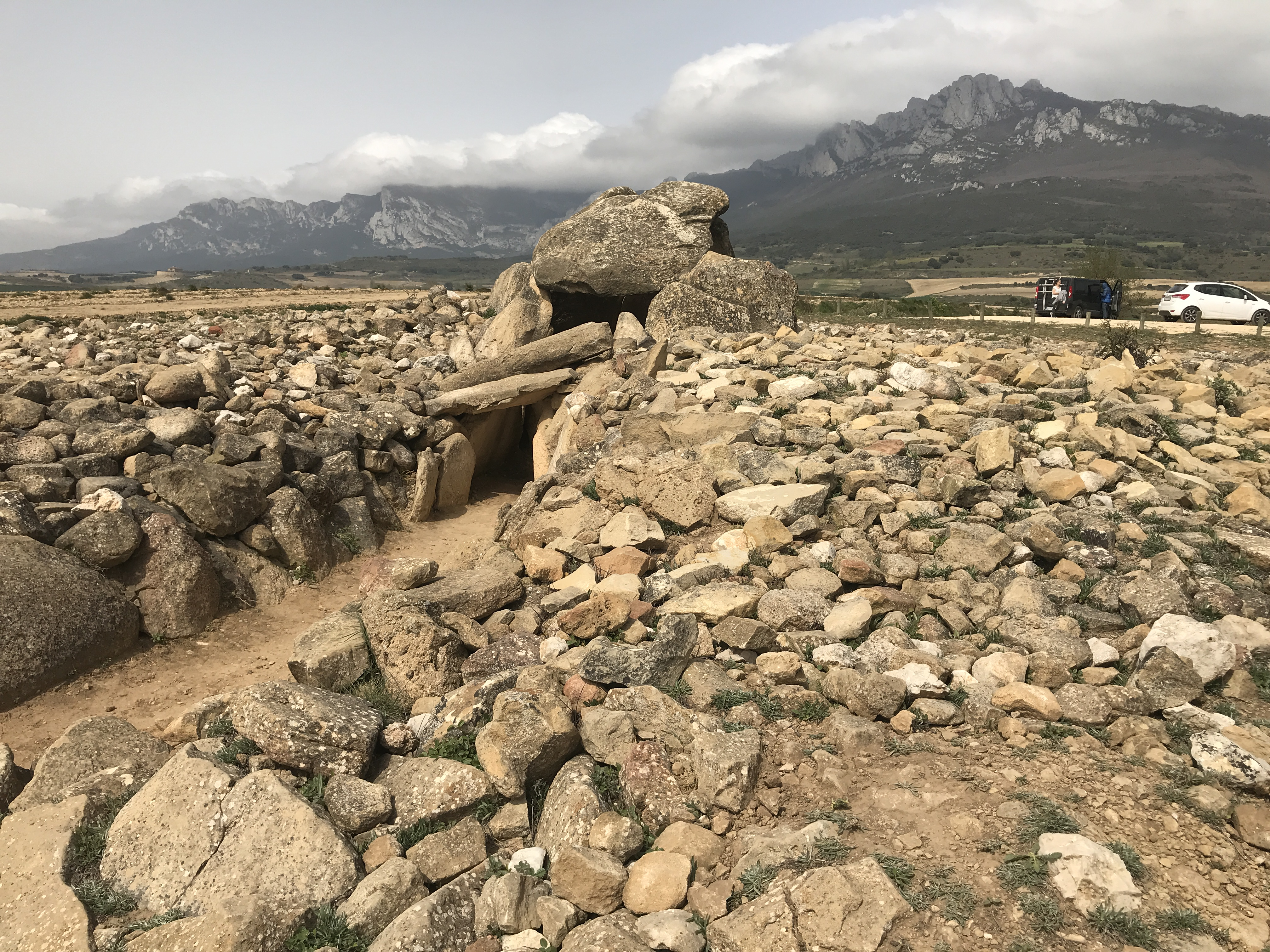
Dolmen del Alto de la Huesera.

Fue descubierto en 1947 por Domingo  Fernández de Medrano y excavado por él mismo al año siguiente. Entre los años 2010 y 2014 se excavó, estudió y reconstruyó. La excavación y estudio fueron encargados por la dirección del Servicio de Museos y Arqueología de la Diputación Foral de Álava a los profesores de la Universidad del País Vasco Javier Fernández Eraso y José Antonio Mujika Alustiza. Consta de un corredor de ocho metros de largo; está dividido en dos zonas, una adintelada y otra intratumular, y presenta una cámara poligonal formada por seis ortostatos de arenisca y losa cobertera de 2,65 metros de diámetro. El corredor de 8  metros de longitud mantiene alguna de las losas de la cubierta. El dolmen llegó a albergar hasta ciento treinta y cinco cadáveres. En el túmulo, en el exterior del corredor, se halló una estela antropomórfica única en el País Vasco.  
Fue declarado bienes cultural en la categoría de monumento y obtuvo el grado de protección de calificado por el Decreto 183/2011, del 26 de julio de 2011 junto a los otros dólmenes que conforman el "Conjunto de monumentos" de los dólmenes de las tierras bajas del Territorio Histórico de Álava.

## Ubicación y contexto arqueológico
El monumento está en una colina denominada Alto de la Huesera dentro del término municipal de Laguardia en el lugar denominado El Gancho, en plena Rioja Alavesa entre las sierras de Codés y  de Cantabria  dentro de la depresión del río Ebro al que, desde el pie de la sierra de Cantabria, se llega mediante una sucesión de planos inclinados con altozanos que tienen una altura de 580 a 690 metros sobre el nivel del mar mientras que las zonas bajas se hallan sobre los 430 metros sobre el nivel del mar. Las tierras que rodean el dolmen han tenido ocupación humana desde el Neolítico Antiguo hasta la época romana.
El estudio del monumento comenzó por la excavación de la cámara sepulcral  en la cual se hallaba la losa de la cubierta caída que hizo de protección del depósito sepulcral permitiendo que se mantuviera inviolado en el tiempo. En las campañas de 2010 y 2011 se llegó a un nivel de excavación de unos 40 cm  en el que se hallaron restos humanos de al menos 106 individuos acompañados por sus respectivos ajuares. Entre las piezas encontradas destacan, en la Industria lítica; 10 puntas de flecha de varios tipos, un trapecio de retoque abrupto, tres láminas de hoz completas, 3 fragmentos mediales y un raspador. Entre los adornos, destacan; cuentas de hueso discoidales biseladas del tipo arandela, cuentas tipo tonelete de diferentes tipos de piedra y una concha perforada. Entre los restos de cerámica destacan piezas campaniformes y cordadas. Se hallaron también un punzón y una punta de flecha de pedúnculo y aletas de bronce.
Se determinó, mediante zanjas  abiertas en el túmulo que este era circular y no ovalado y que estaba realizado con piedras de arenisca con una cubierta de caliza (más clara) y tenía un  diámetro de unos 20 metros. 
El corredor que se halló tiene una longitud de unos 8 metros con una anchura de entre 1 y 1,20 metros. Conservaba una piedra de cobertura.
Las dataciones de los restos óseos hallados realizada por carbono 14 mostraron un uso prolongado de estructura  que iría desde el 4520 ± 30bp hasta el 3550± 30 bp correspondiendo al Calcolítico inicial y a una fase final del Neolítico, siguiendo por todo el periodo  Calcolítico hasta el Bronce avanzado.
La  el uso del monumento tiene dos periodo bien diferenciados, un primer periodo desde su fundación hasta el colapso del mismo y el segundo periodo desde la modificación realizada en la cámara, la a amortización del corredor y su utilización como dolmen simple hasta su abandono definitivo.

## La estela

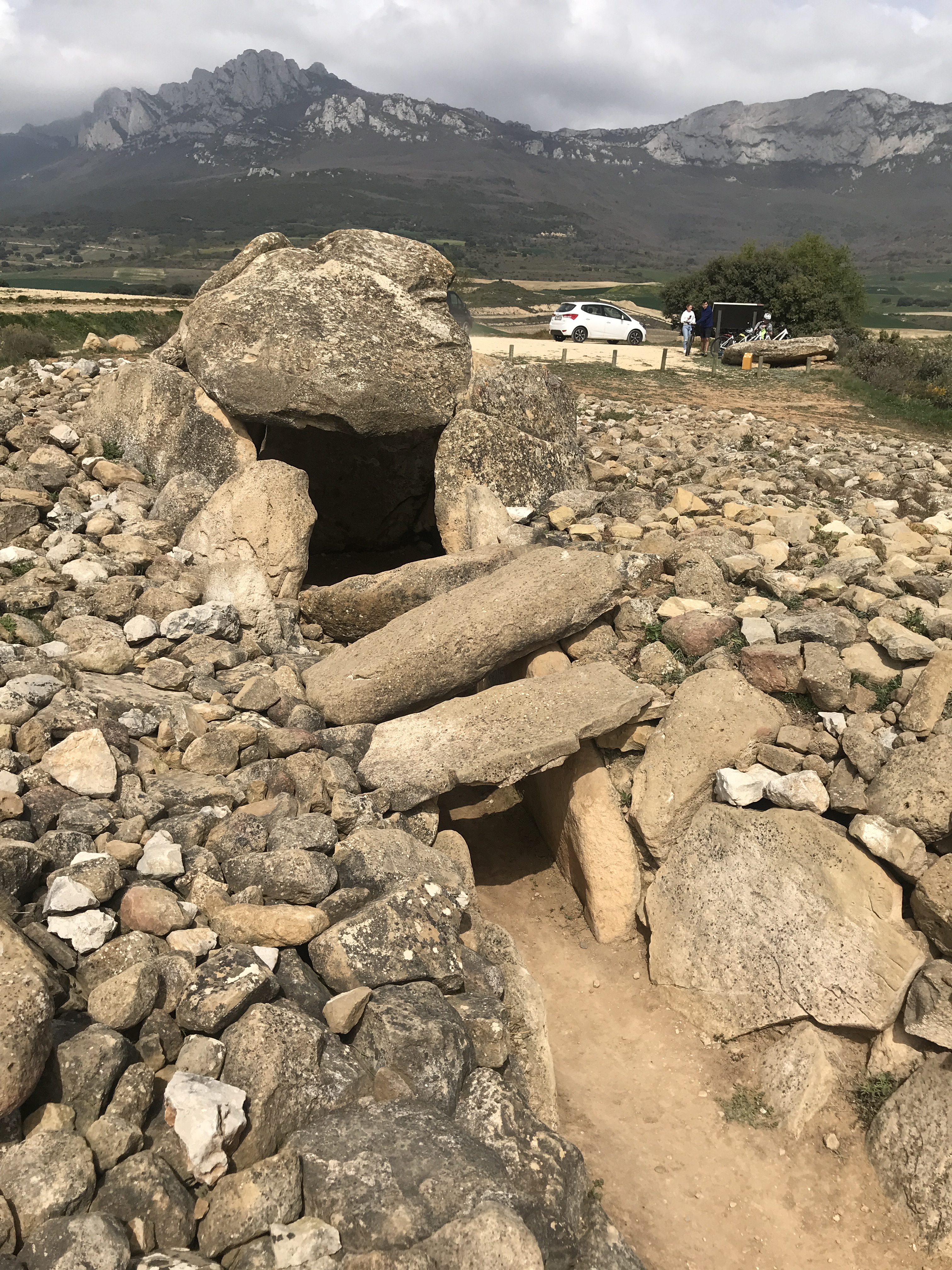
Dolmen del Alto de la Huesera.

En las obras de restauración se halló en la superficie del túmulo original, en la parte exterior de los ostratos 5 y 6  del corredor, una estela de piedra arenisca con grabados que fue datada en la época calcolítica. Esta estela,  única en el ámbito vasco, ha permitido la revisión de las entidades gráficas pospaleolíticas del ámbito vasco-navarro permiten documentar la diversidad gráfica. Se trata de una estela antropomorfa, una silueta humana con grabados que  conforman cinco líneas horizontales, que representan una mano, unos grabados que sustentan una alabarda y, a la altura del hombro, destacan dos puñales grabados.
La pieza tiene una altura  máxima de 47,5 cm y una anchura de 43,5 cm con un grosor medio de 14 cm y está hecha con roca arenisca de la zona. Tanto la superficie decorada como los bordes no parecen haber sido preparados previamente, en la superficie decorada hay un resalte, de apariencia natural, que  rompe la uniformidad de la misma que puede haberse integrado en conjunto iconográfico. Se considera que la forma actual es la que tuvo en su origen ya que no hay signos de fractura y los motivos quedan bien ubicados en la pieza, todas las líneas quedan a una distancia similar del borde. 
Se identifican tres motivos, en la parte inferior hay grabadas cinco líneas divergentes que conforman un motivo acampanado que fueron rabadas mediante percusión realizando surcos profundos de una anchura de entre 4 y 20 mm que pueden ser interpretadas como la representación de una mano. Sobre las líneas, ocupando la parte central de la pieza y sobre un resalte, se aprecian dos formas diferentes, una de ellas es una forma triangular asimétrica con apéndice lateral incipiente y arranque de pedúnculo que mide 14,5 cm de alto por 7,5 cm de ancho. Está realizadas mediante trazado simple, fino y poco profundo y otras mediante la percusión. Se estima que el grabado fino se utilizó para esbozar el motivo que luego fue finalizado mediante la percusión. La otra, se sitúa a la izquierda de la anterior y es de menor tamaño y de forma romboidal de 2,5 cm de ancho y 5,5 cm de alto realizado mediante trazo fino y poco profundo. En la parte de izquierda y asociadas al borde del resalte hay varias pequeñas concavidades.

Se estima que la ubicación original de la pieza era la parte superior del túmulo sobre el corredor, contribuyendo a la monumentalización  de la estructura. La datación de la ejecución de los grabados es complicada y queda enmarcada, en principio, dentro del periodo de uso del monumento, casi 1600 años, entre hace 5310 y 3720 cal bp.
Los dos temas figurativos de carácter geométrico, uno triangular y otro romboidal, así como la ausencia de apéndices laterales o incipiente en un lateral,  parecen dar pie a la hipótesis, basándose en hallazgos en otros yacimientos cercanos, de que representan puñales de lengüeta, por lo u se podría  situar la pieza en un lapso cronológico de entre aproximadamente 5050 y 4450 cal bp, es decir, en el Calcolítico Final. Una hipótesis probable es que la estela fue realizada en el contexto de alguna de las reformas que se realizó en el monumento, en las que se habilitara un nuevo acceso a la cámara dolménica por su parte este y se cerrara el corredor, como quedó constatado durante las excavaciones, que se apoya también en las fechas de inhumaciones realizadas observándose un aumento significativo a partir de   4460-4450 cal bp.

## La restauración
Entre los años 2010 y 2014 se excavó, estudio y reconstruyó el monumento. La excavación y estudio fue encargado por la dirección del Servicio de Museos y Arqueología de la Diputación Foral de Álava, a los profesores de la Universidad del País Vasco Javier Fernández Eraso y a José Antonio Mujika Alustiza. 
Los trabajos de restauración se realizaron en dos fases. La primera, entre julio de 2010 y abril de 2011, fue realizada por la empresa Petra S. Coop. En ella se estabilizaron los ortostatos y se reforzaron para que soportaran el peso de la losa cobertera que se volvió a ubicar en su posición original, y se realizaron uniones entre ortostatos con morteros de cal y arena.
La segunda, entre 2014 y 2015, se encargó a una empresa de construcción no especializada en restauraciones. Esta segunda fase de la restauración ha sido criticada por los participantes en la excavación y estudio del monumento, ya que afirman que no se han atendido sus indicaciones y que no se pudieron determinar las dimensiones reales del mismo al no permitírseles finalizar la intervención en el túmulo. Se ignoraron las indicaciones en la reposición y ubicación de elementos desaparecidos o retirados en el estudio y se alteró la forma de construcción del túmulo, formado por piedras imbricadas, el cual fue reconstruido por el mero amontonamiento de material rodeando el mismo con un encintado de grandes piedras.